# 木瓜榄
木瓜榄（学名：Ceriscoides howii）为茜草科木瓜榄属下的一个种。

## 扩展阅读
- 維基物種上的相關：木瓜榄